# Coccinia keayana
Coccinia keayana är en gurkväxtart som beskrevs av R. Fernandes. Coccinia keayana ingår i släktet Coccinia, och familjen gurkväxter. Inga underarter finns listade i Catalogue of Life.